# Tillandsia tectorum
Tillandsia tectorum är en gräsväxtart som beskrevs av Charles Jacques Édouard Morren. Tillandsia tectorum ingår i släktet Tillandsia och familjen Bromeliaceae. Inga underarter finns listade i Catalogue of Life.